# Dürrach (Isar)
Die Dürrach, früher Dürach, ist ein ursprünglich rund 17,5 km langer rechter Zufluss der Isar in Tirol (9 Flusskilometer) und Bayern.

## Gewässer und Landschaft
Das Einzugsgebiet der Dürrach liegt im Vorkarwendel und umfasst alle von dessen Kämmen umschlossenen Täler. Sie entspringt in einem Kar zwischen der Hohen Gans (1950 m ü. A.) im Osten und dem Schleimsjoch (1809 m ü. A.) im Westen, etwa 1650 m über dem Meer.
Der sieben Kilometer lange Oberlauf wird Tannauerbach genannt und ist einer von mehreren etwa gleich langen und gleich starken Quellbächen in einem Talfächer im südlichen Teil des Vorkarwendels, der mehrere Gipfel über 2000 m Seehöhe aufweist.
Geologisch gehört der Talfächer zu einer Inklination, der Karwendelmulde. In den Oberlauf fließen noch Plumsbach und Tiefenbach. Am tiefsten Punkt des Fächers vereinigt er sich mit dem Eiskönigbach, der wiederum den Baumgartenbach als gleich starken Zufluss hat. Zentrum und Ausgangstal des Talfächers werden Bächental genannt. Am Übergang dieses Bächentals in das untere Dürrachtal mündet von Osten der Kesselbach, und der Fluss kreuzt die Grenze nach Deutschland. In Bayern münden noch von links der Kotzenbach und kurz vor dem Sylvensteinspeicher in einer Klamm der Krottenbach. Die untersten zwei Flusskilometer sind Ende der 1950er Jahre im Sylvensteinsee versunken, so dass die Dürrach heute nur noch knapp 15 km lang ist. Vorher mündete die Dürrach unterhalb des alten Fall in die Isar. Im österreichischen Abschnitt weist die Dürrach Gewässergüteklasse I auf (Stand 2005).

## Technische Eingriffe
Gleich unterhalb der Vereinigungsstelle befindet sich eine Staumauer mit einem Wasserkraftwerk, von dem aus ein Großteil des Wassers in Richtung Achensee abgeleitet wird, so dass der natürliche Flusslauf hier seinem Namen alle Ehre macht.
Durch die Ableitung in den Achensee wird das hydrologisch wirksame Einzugsgebiet um 62,4 km² verringert.
2010 wurde am bayerischen Teil der Dürrach eine große Geschiebesperre angelegt, um den Sedimenteintrag in den Sylvensteinspeicher zu vermindern.
An der Ostflanke des Rether Horns oberhalb des Tiefenbaches befindet sich ein Ölschieferbergwerk.

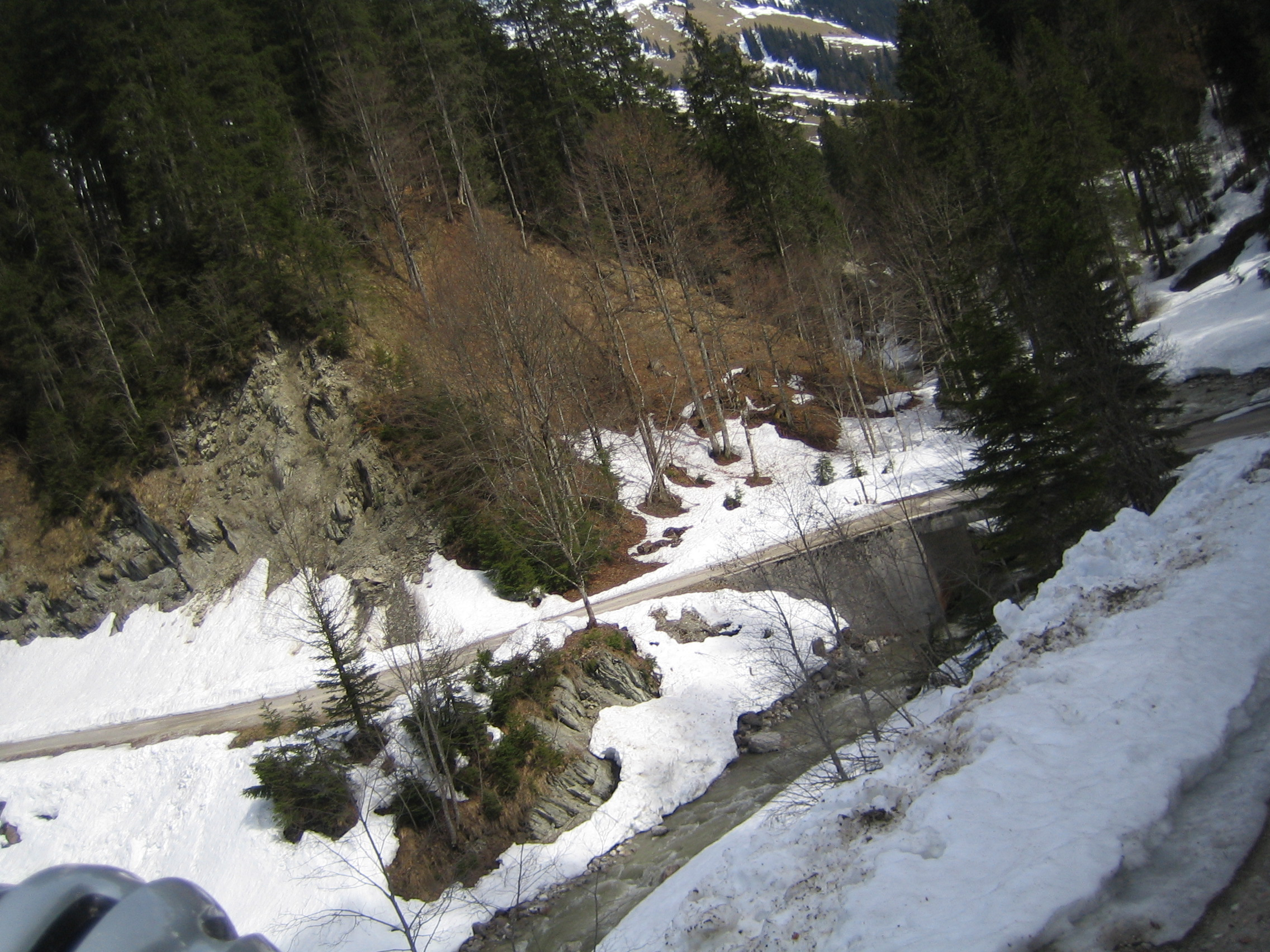
Brücke über den Tannauerbach
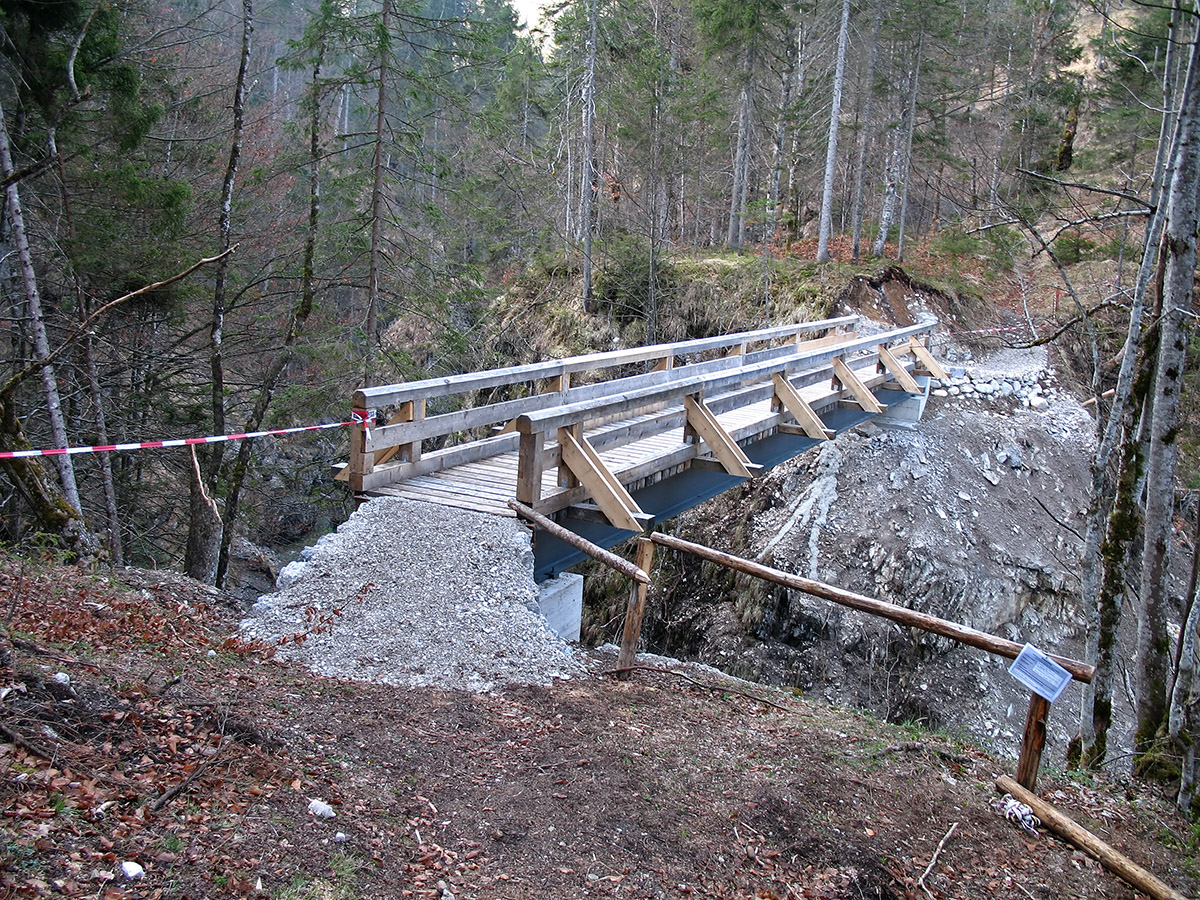
Brücke über die Dürrachklamm
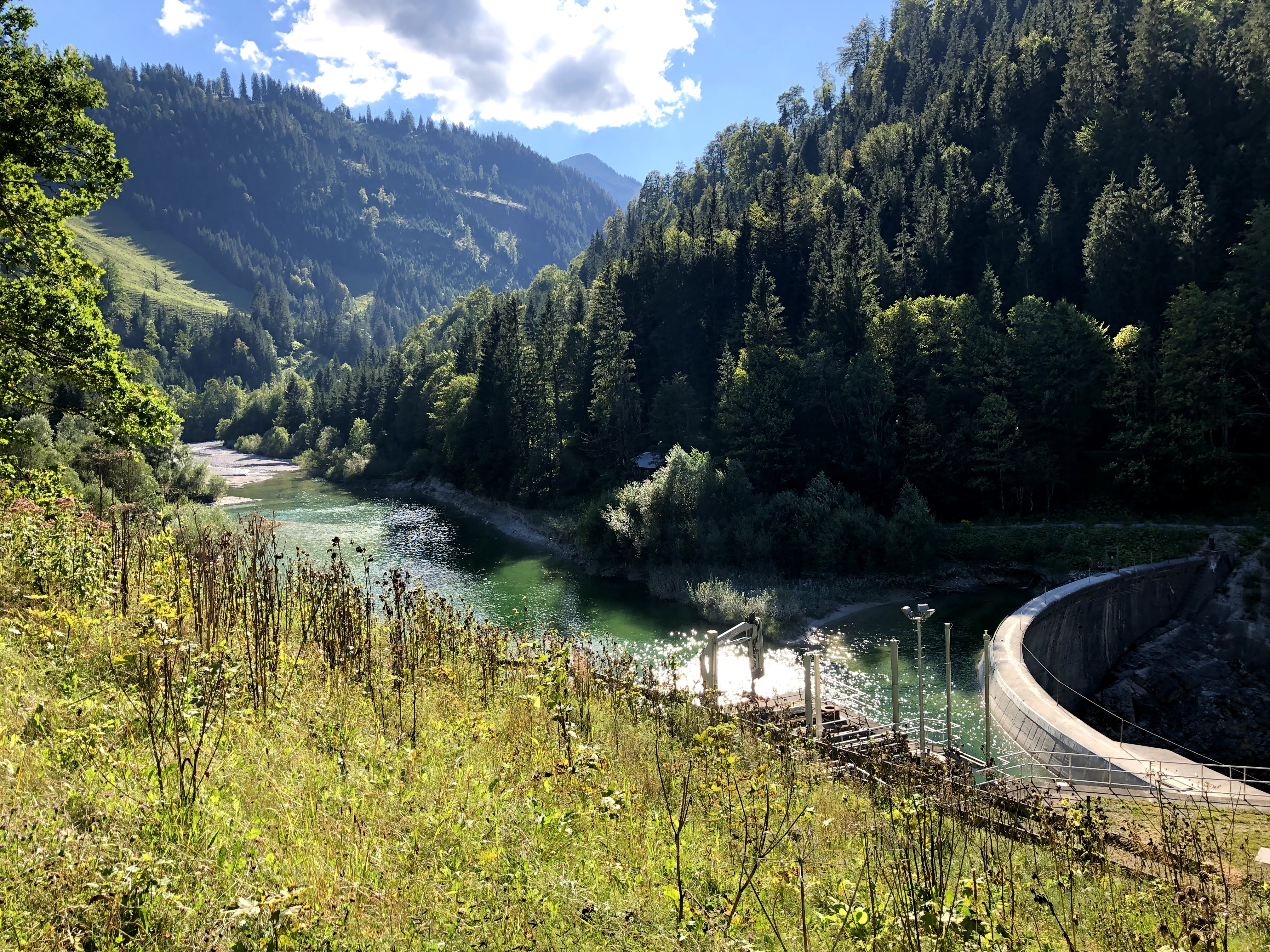
Staumauer des Kraftwerks nach Zufluss des Eiskönigbachs